# Jürgen Hennig
Pour les articles homonymes, voir Hennig.
Jürgen Klaus Hennig (né le 5 mars 1951 à Stuttgart - Hedelfingen) est un chimiste allemand, spécialiste en physique appliquée à la médecine. Il est mondialement réputé comme étant l’un des pionniers dans le domaine de l‘imagerie par résonance magnétique (IRM). Il est directeur scientifique du département de radiologie ainsi que Chairman du Magnetic Resonance Development and Application Center de l’Université de Freiburg. En 2003, il a obtenu le prix de recherche Max-Planck dans la catégorie « Biosciences et Médecine ».

## Biographie

### Carrière scientifique
Jürgen Hennig effectue des études de chimie de 1969 à 1977 à Stuttgart, London, München et Freiburg. De 1977 à 1981, il est enseignant-chercheur à l'Institut de Physique Chimie de l’université Albert-Ludwig de Freiburg. Sous la tutelle d’Herbert Zimmermann, il prépare une thèse de doctorat sur la recherche en résonance magnétique nucléaire (RMN) des échanges cinétiques intramoléculaires. Durant cette période, il assiste à un exposé inaugural de son directeur de thèse, Hans-Heinrich Limbach, sur les travaux du futur lauréat du prix Nobel, Paul Lauterbur, dans le domaine de l‘imagerie par résonance magnétique.
De 1982 à 1983, Jürgen Hennig est post-doctorant à l'université de Zurich, où il travaille dans le domaine de la spectroscopie CIDNP. Il développera sa première propre séquence NMR en 1982 afin d’étudier les procédés d‘échanges intramoléculaires. Durant son activité à Zurich, Jürgen Hennig décidera de se consacrer aux développements des méthodes RMN.
Son travail à la clinique universitaire de Fribourg-en-Brisgau commence en 1984 en tant qu’enseignant-chercheur dans le département de radiologie. Il y développera la méthode RARE en étroite collaboration avec l’entreprise Bruker Medizintechnick GmbH. En 1989, il passe le doctorat d’État à la Faculté de Médecine de l’Université Albert-Ludwig de Fribourg-en-Brisgau.
En 1993, Jürgen Hennig est nommé professeur à la clinique universitaire de Fribourg-en-Brisgau et devient chef du groupe de travail IRM. Il est nommé en 1998 directeur de la section imagerie fonctionnelle physico-médicale du département, suivi en 2001, de la nomination en tant que directeur de recherche du même département. Cette année-là, il fonde à l’Université Albert-Ludwig de Freiburg le centre Magnetic Resonance Development and Application Center (MRDAC). Un an plus tard, une cooptation à la Faculté de Mathématiques et de Physique de l’université Albert-Ludwig de Fribourg-en-Brisgau s’ensuit.
En 2004, Jürgen Hennig est nommé directeur scientifique du département de radiologie de la Clinique Universitaire. Le groupe de travail spécialisé dans la recherche et le développement en IRM, qu’il a créé et qu’il dirige depuis 1984, comprend fin 2012 près de 80 scientifiques et techniciens.
Jürgen Hennig est élu en 1999 président de l’International Society for Magnetic Resonance in Medicine (ISMRM), organisation la plus importante dans le domaine de l’IRM. Il est le premier président issu d’un pays non-anglophone. Depuis 2011, il est membre de l’Académie Nationale des Sciences Leopoldina.

### Travaux
Jürgen Hennig est à l’origine de nombreuses contributions fondamentales dans le développement de l’imagerie par résonance magnétique (IRM).
Basée sur la méthode multiéchos CPMG, il développe en 1984 la séquence RARE (Rapid Acquisition with Relaxation Enhancement). Grâce à ses travaux, le temps d’acquisition des images IRM a pu être fortement réduit, ce qui fut un pas important dans le développement de l’IRM appliquée au diagnostic médical. De plus, RARE permet la pondération du contraste T2 en imagerie, fondamental pour le diagnostic médical. La méthode RARE a été publiée pour la première fois en 1984 dans la revue spécialisée allemande « Der Radiologe ». Un premier essai de publication internationale avait été rejeté dans un premier temps. La raison invoquée d’un correcteur étant : « Cette méthode a déjà été testée et ne fonctionne pas ». Finalement, des publications internationales ont suivi en 1986,. De nos jours, RARE est devenue l’une des méthodes standard utilisées en médecine IRM. Cette méthode est également connue sous différents acronymes, comme par exemple TSE (Turbo Spin Echo) et FSE (Fast Spin Echo).
En 2001, Jürgen Hennig publie la méthode hyper-écho. Grâce à cette méthode, le débit d'absorption spécifique (DAS) d’une séquence RARE peut être sensiblement réduit tout en préservant pratiquement l’intégralité de la qualité d’image obtenue. Ceci est particulièrement important pour les applications médicales utilisant des tomographes ayant des densités de flux de l’aimant principal très élevées.
Un procédé d’imagerie utilisant des gradients de champs non linéaires fut publié par Jürgen Hennig en 2008. Grâce à cette technique IRM, la résolution des images des régions extérieures du cerveau a pu être grandement améliorée.

### Liens particuliers avec l’Asie
En 1985, Jürgen Hennig se rend en Chine, afin d’installer le premier tomographe du pays à Guangzhou. Ainsi, le 25 décembre 1985, la première image IRM acquise sur le sol chinois a pu être obtenue. Plusieurs autres installations de tomographes en Chine s’ensuivent.
Depuis 1993, Jürgen Hennig est président de la European-Chinese Society for Clinical Magnetic Resonance qu'il a cofondé. Il est membre honoraire de la Société de radiologie chinoise.
En 2010, il obtient le prix Tsung-Ming-Tu (de), la plus haute distinction scientifique taïwanaise. Un an plus tard, il est nommé « Einstein-Professor » de l’Académie chinoise des sciences. Depuis 2004, Jürgen Hennig est membre de l’Académie des sciences de la République du Tatarstan. En outre, il entretient de nombreuses coopérations avec Hong-Kong, la Corée du Sud et Singapour.

## Distinctions
- 1992 : European Magnetic Resonance Award[9]
- 1993 : Prix IRM 1993
- 1994 : Médaille d’or de la Society of Magnetic Resonance[10]
- 2003 : Prix de recherche Max-Planck dans la catégorie Biosciences/Médecine
- 2006 : Médaille Albers-Schönberg de la Société de radiologie allemande
- 2010 : Prix Tsungming-Tu du National Science Council, Taiwan
- 2015 : Hounsfield Memorial Lecture[11] Imperial College London
- 2016 : Alfred-Breit-Preis der Deutschen Röntgengesellschaft[12]